# Miyako (Iwate)
Miyako (宮古市 Miyako-shi?) es una ciudad localizada en la prefectura de Iwate, Japón. En octubre de 2019 tenía una población estimada de 52.471 habitantes y una densidad de población de 41,7 personas por km². Su área total es de 1.259,15 km².

## Geografía

### Localidades circundantes
- Prefectura de Iwate
  - Hanamaki
  - Iwaizumi
  - Morioka
  - Ōtsuchi
  - Tōno
  - Yamada

## Historia

### Terremoto y tsunami de Tōhoku de 2011

El tsunami impactando en Miyako y superando un dique de contención.

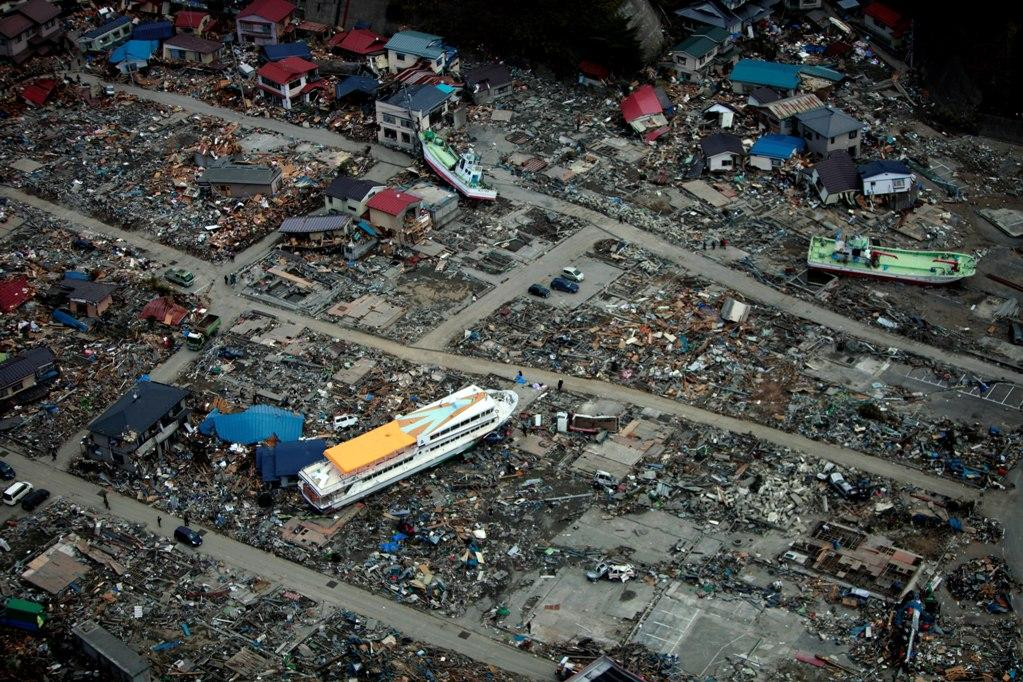
Vista de Miyako tras el terremoto y el posterior tsunami de 2011.

El 11 de marzo de 2011, Miyako fue devastada por un tsunami causado por el terremoto y tsunami de Japón de 2011. Solo sobrevivieron entre 30 y 60 barcos de la flota pesquera de 960 barcos de la ciudad. Un estudio de campo posterior realizado por el Instituto de Investigación de Terremotos de la Universidad de Tokio reveló que las aguas habían alcanzado al menos 37,9 metros (124 pies) sobre el nivel del mar, casi igualando el récord de 38,2 metros del tsunami creado por el terremoto de Sanriku de 1896. El número final de muertos informado por el desastre para la región de Miyako fue de 420 muertos confirmados, 92 desaparecidos y 4005 edificios destruidos.
Algunas de las imágenes más famosas del tsunami, retransmitidas por todo el mundo, se filmaron en la ciudad pesquera de Miyako. Muestran una ola negra que corona la cresta y desborda un dique, arrastrando vehículos, seguido del vuelco de un barco pesquero al impactar contra el dique sumergido y luego aplastado al ser forzado a pasar bajo un puente. 

## Demografía
Según los datos del censo japonés, esta es la población de Miyako en los últimos años:
| 1995   | 2000   | 2005   | 2010   | 2015   | 2020   |
| ------ | ------ | ------ | ------ | ------ | ------ |
| 69.587 | 66.986 | 63.588 | 59.430 | 56.676 | 51.150 |

## Relaciones internacionales

### Ciudades hermanadas
- La Trinidad, Filipinas – desde el 7 de agosto de 1992
- Yantai, China – desde el 26 de octubre de 1993